# Choi Ji-yeon
Choi Ji-yeon (koreanisch 최지연; * 21. August 1998) ist eine südkoreanische Eishockeyspielerin.

## Karriere
Choi Ji-yeon nimmt seit 2014 mit der südkoreanischen Nationalmannschaft an Weltmeisterschaften teil. Bei den Olympischen Winterspielen 2018 in Pyeongchang bildeten Nord- und Südkorea eine gemeinsame Eishockeymannschaft der Frauen. Choi Ji-yeon gehörte als eine von 23 Südkoreanerinnen zum 35-köpfigen Kader.